# Union Hall
Union Hall är en liten fiskeby belägen på sydkusten av Irland i grevskapet Cork och i provinsen Munster ungefär 10 kilometer öster om Skibbereen. Den närmaste staden åt väster är Castletownshend, och åt öster Glandore. År 2006 hade orten 192 invånare. Dock ökar befolkningen under sommarmånaderna och under helger då huvudsakligen invånare från Cork tillfälligt bor här.